# 克羅伊茨霍赫山
47°3′38.789239″N 9°58′29.637451″E / 47.06077478861°N 9.97489929194°E

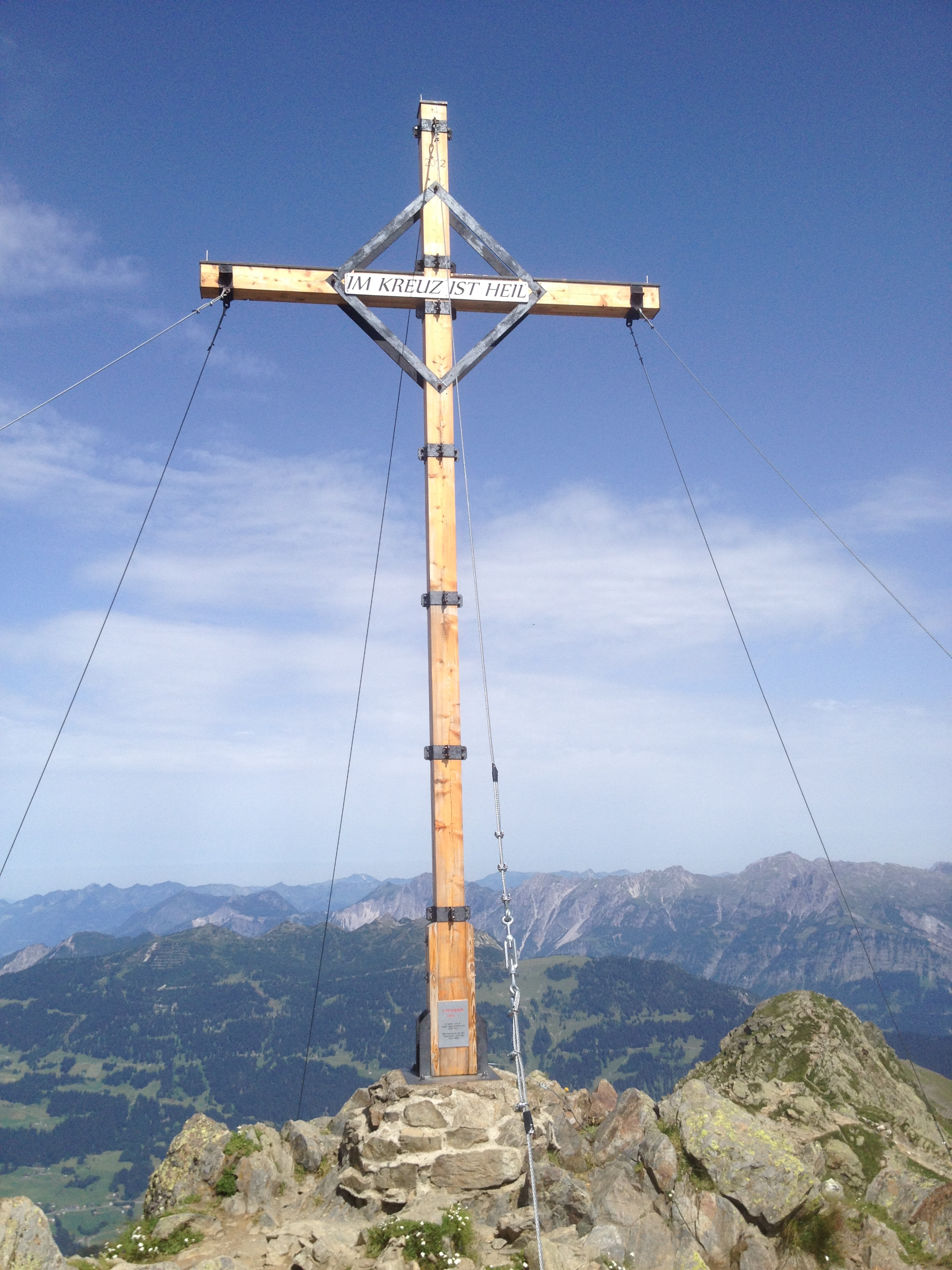

克羅伊茨霍赫山（德語：Kreuzjoch），是奧地利的山峰，位於該國西部，由福拉爾貝格州負責管轄，屬於韋爾瓦爾阿爾卑斯山脈的一部分，距離霍赫約赫山0.3公里，海拔高度2,395米，每年平均降雨量1,730毫米。